# Антайдзі
Антайдзі (яп. Antai-ji/安泰寺) — храм дзен-буддистської школи Сото-сю. Розташований у місті Сінонсен, округ Міката, на півночі префектури Хьоґо, у Японії. Займає 50 гектарів у горах, неподалік від національного парку Сан'їн-Каїган біля Японського моря. Храм приймає відвідувачів у літні місяці, взимку — недоступний.

## Кіотський період
Ока Сотан заснував Антайдзі у 1923 році як монастир для вивчення Сьобоґендзо. В той час він був розташований на півночі міста Кіото, і в ньому займалося багато визначних вчених-буддологів. Звільнені від військової повинності під час Другої Світової Війни, Кодо Савакі (1880-1965) та Косьо Утіяма (1912-1998) переїжджають в Антайдзі у 1949 році і роблять його місцем для практичних занять дзадзеном. У 1960-ті заняття практикою дзадзен і формальним просінням милостині робить ім'я цього маленького храму відомим як у Японії, так і закордоном.

## Північне Хьоґо
Збільшення кількості відвідувачів і забудова новими будинками території навколо храму створювали багато шуму, що заважало продовжувати практику дзадзен в Кіото. Тому наступний настоятель, Ванатабе Кохо (нар. 1942), вирішив перенести монастир у його поточне розташевання у Хьоґо. Настоятель Мірамура Сін'ю (1948–2002) продовжив захищати тихе життя монастиру у дзадзені, одночасно втілюючи ідеал самодостатності на практиці до своєї раптової смерті під час земельних робіт з екскаватором. Його змінив його учень німецький монах Мухо Ньолкє (нар. 1968), який і досі є настоятелем храму.